# جيمي بريغز (سياسي)
جيمي بريغز (بالإنجليزية: Jamie Briggs)‏ هو سياسي أسترالي، ولد في 9 يونيو 1977 في أستراليا. حزبياً، نشط في الحزب الليبرالي الأسترالي. وقد انتخب عضو مجلس النواب الأسترالي عن دائرة Division of Mayo ‏ (6 سبتمبر 2008 – 2 يوليو 2016).